# Bergheim (Alsace)
 Denne artikel omhandler byen Bergheim (Alsace). Der er også andre byer med dette navn, se Bergheim.
Bergheim er en by i det franske departement Haut-Rhin i Alsace. Bergheim har ca. 1.900 indbyggere (2006) og er en af byerne på Vinruten i Alsace.
Byen har i vid udstrækning bevaret sit udtryk fra middelalderen med en stort set intakt bymur med tårne. Rundt om byen ligger vinmarkerne tæt.

## Billedgalleri
- Del af bymuren rundt om Bergheim
- Byens hovedgade med byporten i baggrunden
- Parti fra hovedgaden
- Et af de smukt dekorerede huse i byen
- Bergheim og vinmarkerne
- Bergheims Notre Dame-kirke
- Byskilt